# Тістик Ігор Володимирович
І́гор Володи́мирович Ті́стик (* 27 травня 1989, Львів) — український футболіст, захисник і півзахисник.

## Біографія
Ігор Тістик народився 27 травня 1989 року. Коли він навчався у п'ятому класі його батько Володимир відвів його в дитячо-юнацьку школу львівських «Карпат». З 2002 року по 2006 рік виступав за «Карпати» в дитячо-юнацькій футбольній лізі України.
Влітку 2006 року потрапив до складу другої команди «Карпат», яка виступала у Другій лізі України. За два роки проведені в команді він зіграв 36 матчів, в яких забив 2 м'ячі. Після того як «Карпати-2» перестали грати у Другій лізі, Тістик став виступати за дубль «Карпат» у молодіжній першості України. У сезоні 2009/10 «Карпати» стали переможцями молодіжного чемпіонату, під керівництвом Романа Толочка, а Тістик зіграв у 21 матчі.
На початку 2011 року головний тренер «Карпат» Олег Кононов взяв Ігоря на збори разом з основною командою. У лютому того ж року на зборах «Карпати» стали переможцями на турнірі Copa del Sol, у фінальному матчі обігравши донецький «Шахтар» (1:0), Тістик вийшов у компенсований час в кінці гри замість Дениса Кожанова.
У Прем'єр-лізі України дебютував 3 квітня 2011 року у виїзному матчі проти луцької «Волині» (0:3), Тістик вийшов на 82 хвилині замість Резвана Кочиша і по ходу матчу отримав жовту картку. Цей матч залишився єдиним для футболіста в чемпіонаті за «зелено-білих».
На початку 2012 року Тістик перейшов в київську «Оболонь», проте більшість часу виступав за молодіжну команду, зігравши лише один матч у прем'єр лізі і влітку того ж року перейшов у першоліговий харківський «Геліос», за який до кінця року відіграв 15 ігор. У грудні 2012 року за домовленістю з керівництвом клубу покинув команду раніше закінчення терміну дії контракту.
З квітня 2013 року грав за першоліговий «Миколаїв», проте основним гравцем стати не зміг і в кінці сезону покинув клуб. 
7 серпня 2013 року підписав однорічний контракт з польським клубом «Сандеція» (Новий Сонч), що виступав у другому за рівнем дивізіоні Польщі.